# Biaches
Ne doit pas être confondu avec Biache-Saint-Vaast.
Biaches est une commune française située dans le département de la Somme en région Hauts-de-France.

## Géographie
Bourg picard de la Haute vallée de la Somme, séparé de Péronne par la Somme (fleuve) et le canal de la Somme, desservi par la route de la vallée de la Somme (RD 1).
C'est à Biaches que la Tortille conflue avec la Somme.
Comme toute l'agglomération de Péronne, la commune est aisément accessible par les anciennes RN 17 (RD 917 et 1017), RN 29 (RD 1029), ainsi que par les autoroutes A1 et A29.

### Hydrographie

#### Réseau hydrographique
La commune est située dans le bassin Artois-Picardie. Elle est drainée par la rivière Somme , la Somme canalisée, la Tortille et le canal du Nord.
La Somme est un fleuve du nord de la France, en région Hauts-de-France, qui traverse les deux départements de l'Aisne et de la Somme. Il prend sa source dans la commune de Fonsomme et se jette  dans la Manche par la baie de Somme entre Le Crotoy et Saint-Valery-sur-Somme. Les caractéristiques hydrologiques de la Somme sont données par la station hydrologique située sur la commune. Le débit moyen mensuel est de 6,5 m3/s. Le débit moyen journalier maximum est de 20 m3/s, atteint lors de la crue du 9 mars 2024. Le débit instantané maximal est quant à lui de 20,2 m3/s, atteint le même jour.
Le canal de la Somme, construit entre 1770 et 1827, et mis au gabarit Freycinet en 1880, est long 170 km. Il débute à Saint-Simon où il touche au canal de Saint-Quentin et débouche dans la baie de Somme.
La Tortille, d'une longueur de 16 km, prend sa source dans la commune de Étinehem-Méricourt et se jette  dans la Somme sur la commune, après avoir traversé six communes.

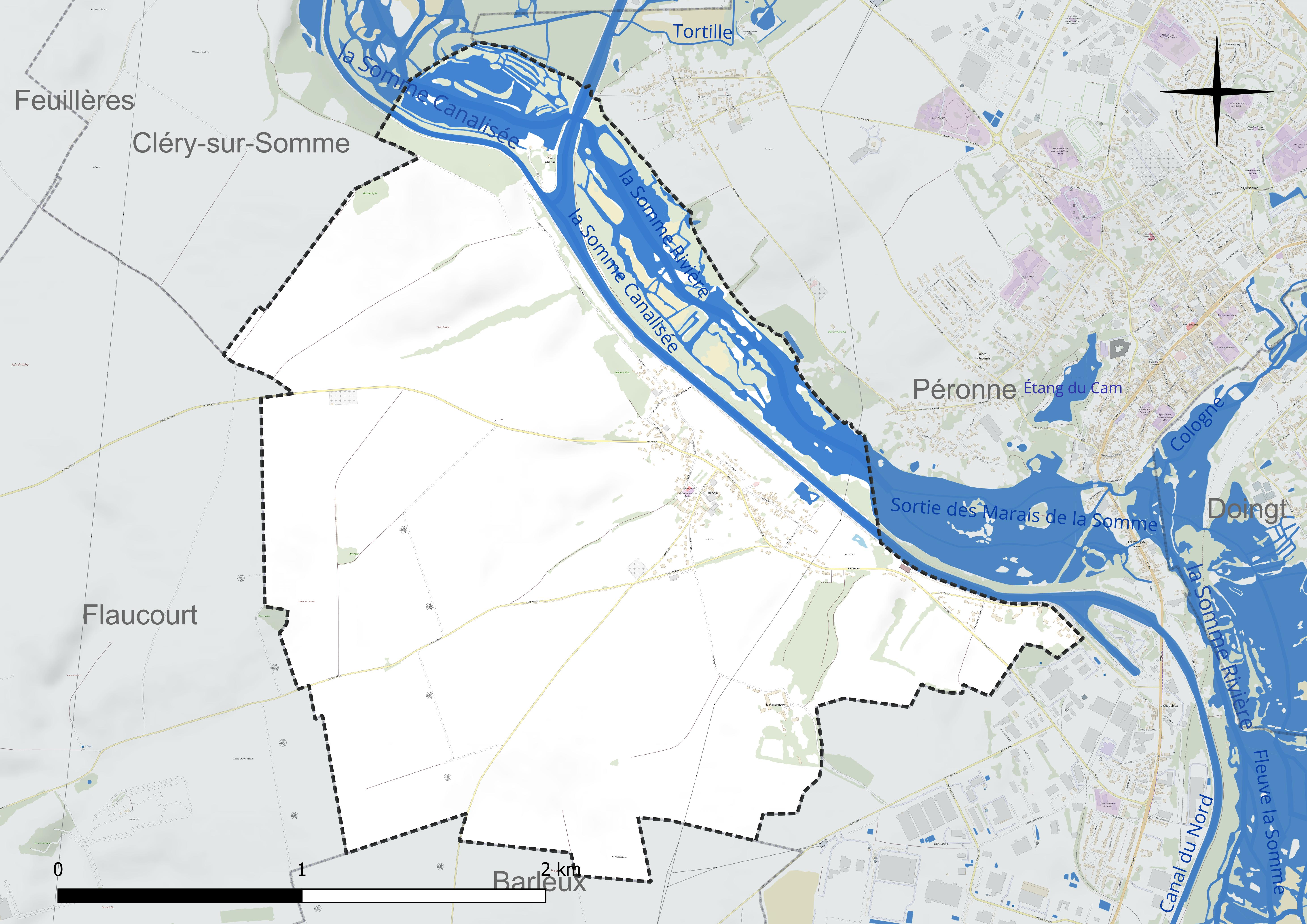
Réseau hydrographique de Biaches.

#### Gestion et qualité des eaux
Le territoire communal est couvert par le schéma d'aménagement et de gestion des eaux (SAGE) « Haute Somme ». Ce document de planification concerne un territoire de 1 798 km2 de superficie, délimité par le bassin versant de la Haute Somme est constitué d'un réseau hydrographique complexe de cours d'eau, de marais, d'étangs et de canaux. Le périmètre a été arrêté le 21 avril 2006 et le SAGE proprement dit a été approuvé le 15 juin 2017. La structure porteuse de l'élaboration et de la mise en œuvre est le syndicat mixte d'aménagement hydraulique du bassin versant de la Somme (AMEVA).
La qualité des cours d'eau peut être consultée sur un site dédié géré par les agences de l'eau et l'Agence française pour la biodiversité.

### Climat
Pour des articles plus généraux, voir Climat des Hauts-de-France et Climat de la Somme.
En 2010, le climat de la commune est de type climat océanique dégradé des plaines du Centre et du Nord, selon une étude du CNRS s'appuyant sur une série de données couvrant la période 1971-2000. En 2020, Météo-France publie une typologie des climats de la France métropolitaine dans laquelle la commune est exposée à un climat océanique et est dans la région climatique Nord-est du bassin Parisien, caractérisée par un ensoleillement médiocre, une pluviométrie moyenne régulièrement répartie au cours de l'année et un hiver froid (3 °C).
Pour la période 1971-2000, la température annuelle moyenne est de 10,5 °C, avec une amplitude thermique annuelle de 14,5 °C. Le cumul annuel moyen de précipitations est de 696 mm, avec 11,4 jours de précipitations en janvier et 8,7 jours en juillet. Pour la période 1991-2020, la température moyenne annuelle observée sur la station météorologique la plus proche, située sur la commune d'Estrées-Mons à 9 km à vol d'oiseau, est de 11,0 °C et le cumul annuel moyen de précipitations est de 647,5 mm,. Pour l'avenir, les paramètres climatiques de la commune estimés pour 2050 selon différents scénarios d'émission de gaz à effet de serre sont consultables sur un site dédié publié par Météo-France en novembre 2022.

## Urbanisme

### Typologie
Au 1er janvier 2024, Biaches est catégorisée commune rurale à habitat dispersé, selon la nouvelle grille communale de densité à sept niveaux définie par l'Insee en 2022.
Elle appartient à l'unité urbaine de Péronne, une agglomération intra-départementale regroupant trois  communes, dont elle est une commune de la banlieue,,. Par ailleurs la commune fait partie de l'aire d'attraction de Péronne, dont elle est une commune de la couronne,. Cette aire, qui regroupe 52 communes, est catégorisée dans les aires de moins de 50 000 habitants,.

### Occupation des sols
L'occupation des sols de la commune, telle qu'elle ressort de la base de données européenne d'occupation biophysique des sols Corine Land Cover (CLC), est marquée par l'importance des territoires agricoles (81,6 % en 2018), en diminution par rapport à 1990 (83,7 %). La répartition détaillée en 2018 est la suivante : 
terres arables (68,9 %), zones agricoles hétérogènes (12,7 %), zones humides intérieures (7,3 %), eaux continentales (7,1 %), zones urbanisées (2 %), forêts (1,9 %), zones industrielles ou commerciales et réseaux de communication (0,1 %). L'évolution de l'occupation des sols de la commune et de ses infrastructures peut être observée sur les différentes représentations cartographiques du territoire : la carte de Cassini (XVIIIe siècle), la carte d'état-major (1820-1866) et les cartes ou photos aériennes de l'IGN pour la période actuelle (1950 à aujourd'hui).

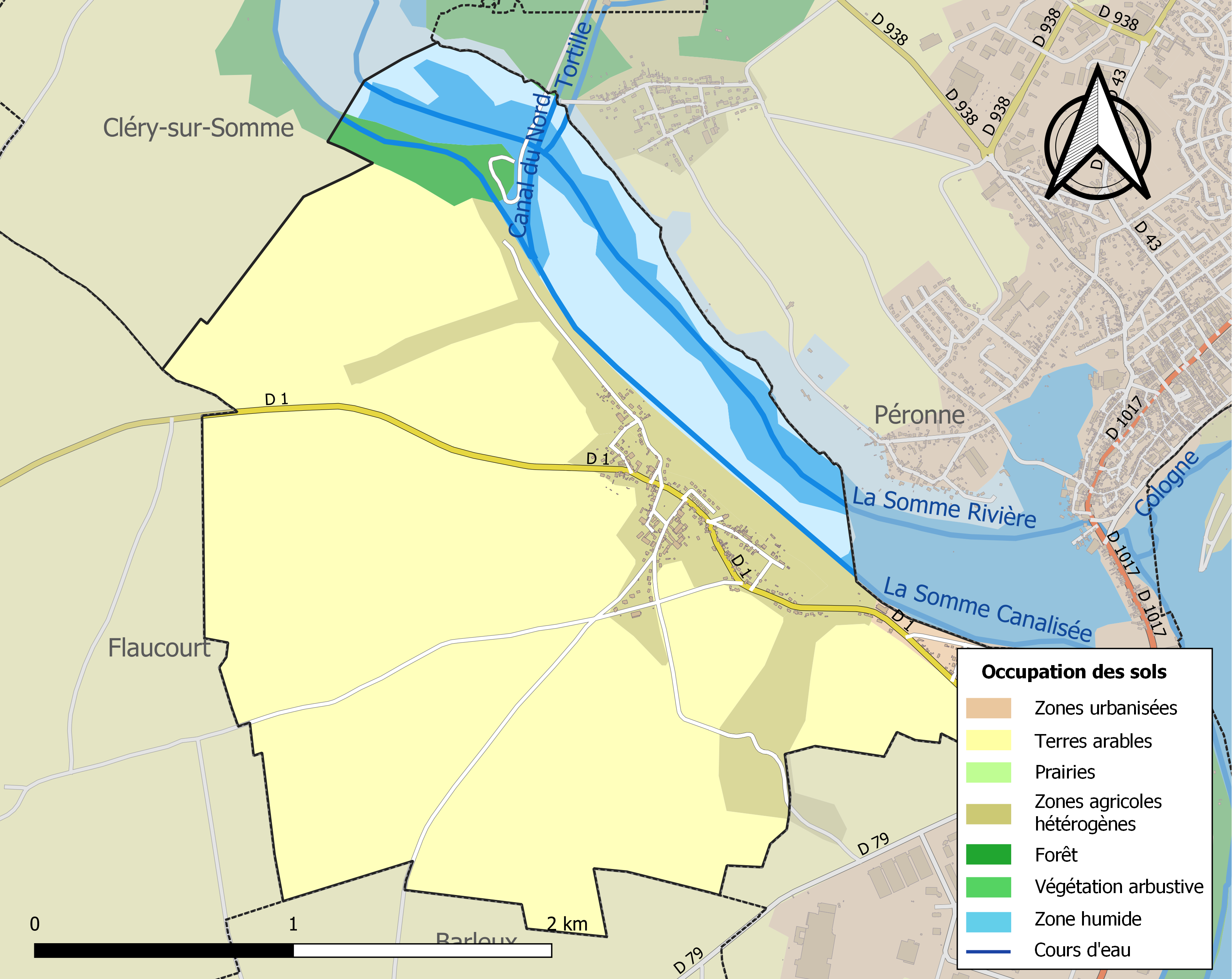
Carte des infrastructures et de l'occupation des sols de la commune en 2018 (CLC).

### Voies de communication et transports
La localité est desservie par les autocars du réseau inter-urbain Trans'80, chaque jour de la semaine, sauf le dimanche et les jours fériés (ligne no 38  (Albert - Bray-sur-Somme - Péronne).

## Toponymie
Le nom de la localité est attesté sous les formes Biart (1216.) ; Biarch (1186.) ; Biachum (1235.) ; Biachium (1240.) ; Biach-les-Nonnains (1519.) ; Biaches (1567.) ; Bias (1579.) ; Bais (1592.) ; Briache (1648.) ; Biarh (1653.) ; Biarck (1653.) ; Biache (1653.) ; Blaise (1763.).
Biache a pour origine le mot germanique bigard qui signifie « enclos » ou « jardin clos près de la maison ».

## Histoire

### Moyen Âge
En 1235, grâce à la générosité de Pierre Quercus et de Furcy Botte, bourgeois de Péronne, fut fondée à Biaches une abbaye de moniales cisterciennes affiliée à l'abbaye de Cîteaux.

### Époque moderne
De 1575 à 1664, l'abbaye fut dirigée par une abbesse issue de la famille d'Estourmel.
En 1764, l'abbaye de Biaches fut réunie à l'abbaye de Fervaques à Saint-Quentin.

### Époque contemporaine

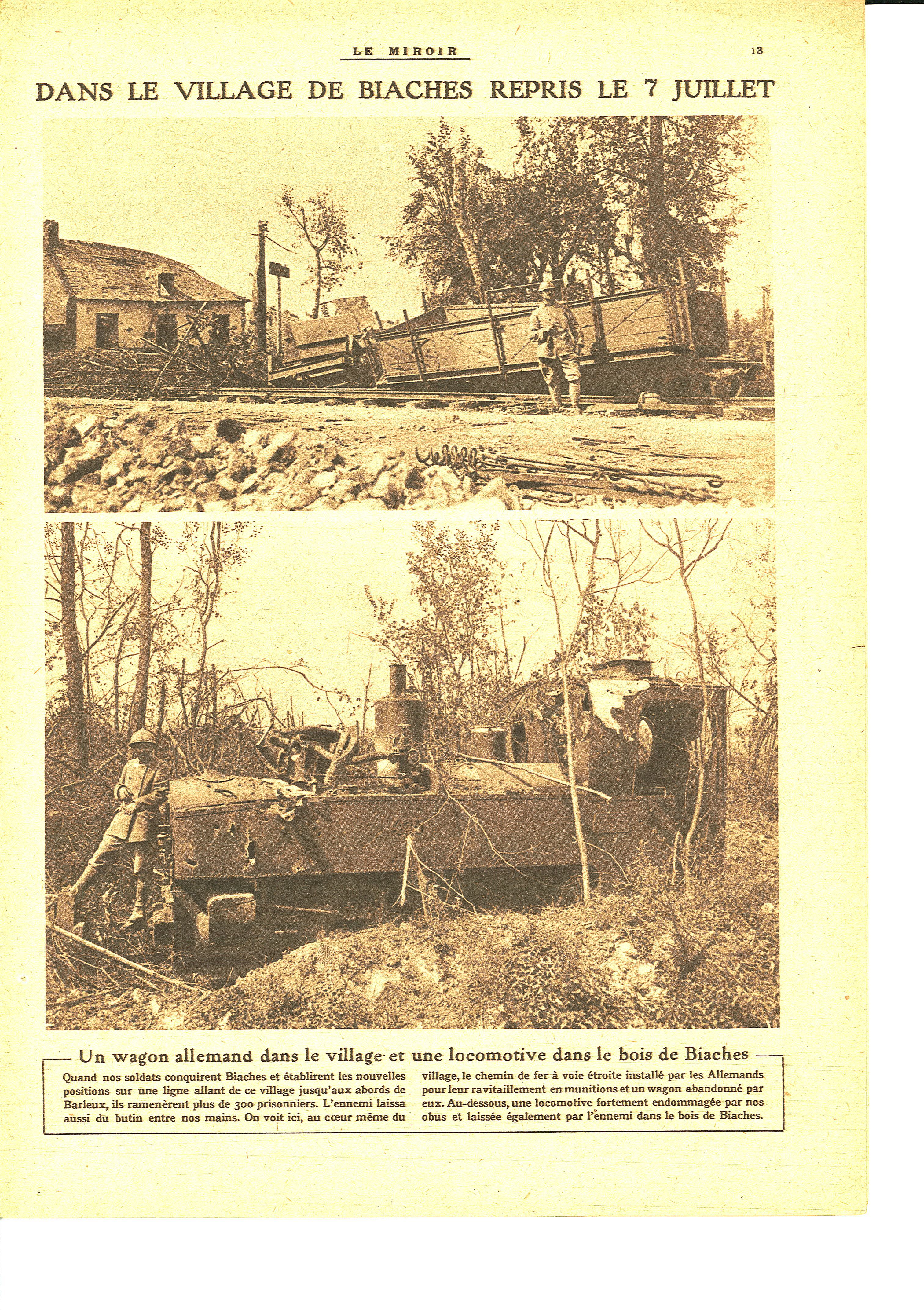
Pendant la Première Guerre mondiale.

Pendant la Première Guerre mondiale, Biaches, en saillant sur la Somme, fut le théâtre d'opérations d'une rare violence.
Pendant la bataille de la Somme de 1916, la Maisonnette, propriété sur les hauteurs de Biaches dominant Péronne fut prise et reprise lors de combats acharnés, environ sept fois de part et d'autre. On a calculé qu'il était tombé sur cette zone plus d'obus au m2 que sur le champ de bataille de Verdun.
La Maisonnette est toujours existante, toujours entretenue. Elle a prospéré durant les Trente Glorieuses et, aujourd'hui propriété privée, elle est desservie par deux voies toujours en place elles aussi.

## Politique et administration
| Période                                  | Période                   | Identité             | Étiquette | Qualité                                          |
| ---------------------------------------- | ------------------------- | -------------------- | --------- | ------------------------------------------------ |
| Les données manquantes sont à compléter. |                           |                      |           |                                                  |
|                                          | 1892                      | Henry Fernet         |           |                                                  |
| 1892                                     | 1911                      | Félix Fernet         |           |                                                  |
| 1911                                     | 1949                      | Victor Fernet        |           |                                                  |
| 1949                                     | 2001                      | Georges Fernet       |           |                                                  |
| 2001                                     | 2008                      | Daniel Legrand       |           |                                                  |
| 2008                                     | 2016                      | Michel Legrand       |           | Démissionnaire.                                  |
| 2016                                     | 23 novembre 2017          | Maristelle Ciszewski |           | Retraitée du Trésor public. Décédée en fonction. |
| 9 février 2018                           | En cours (au 31 mai 2020) | Ludovic Legrand      |           | Agriculteur. Réélu pour le mandat 2020-2026.     |

## Population et société

### Démographie
L'évolution du nombre d'habitants est connue à travers les recensements de la population effectués dans la commune depuis 1793. Pour les communes de moins de 10 000 habitants, une enquête de recensement portant sur toute la population est réalisée tous les cinq ans, les populations de référence des années intermédiaires étant quant à elles estimées par interpolation ou extrapolation. Pour la commune, le premier recensement exhaustif entrant dans le cadre du nouveau dispositif a été réalisé en 2006.

En 2022, la commune comptait 386 habitants, en évolution de +1,58 % par rapport à 2016 (Somme : −1,26 %, France hors Mayotte : +2,11 %).
| 1793 | 1800 | 1806 | 1821 | 1831 | 1836 | 1841 | 1846 | 1851 |
| ---- | ---- | ---- | ---- | ---- | ---- | ---- | ---- | ---- |
| 356  | 398  | 410  | 443  | 455  | 430  | 411  | 462  | 413  |

| 1856 | 1861 | 1866 | 1872 | 1876 | 1881 | 1886 | 1891 | 1896 |
| ---- | ---- | ---- | ---- | ---- | ---- | ---- | ---- | ---- |
| 423  | 488  | 492  | 467  | 493  | 489  | 480  | 448  | 423  |

| 1901 | 1906 | 1911 | 1921 | 1926 | 1931 | 1936 | 1946 | 1954 |
| ---- | ---- | ---- | ---- | ---- | ---- | ---- | ---- | ---- |
| 465  | 463  | 446  | 193  | 317  | 320  | 339  | 336  | 334  |

| 1962 | 1968 | 1975 | 1982 | 1990 | 1999 | 2006 | 2011 | 2016 |
| ---- | ---- | ---- | ---- | ---- | ---- | ---- | ---- | ---- |
| 354  | 341  | 377  | 410  | 427  | 416  | 406  | 368  | 380  |

| 2021 | 2022 | - | - | - | - | - | - | - |
| ---- | ---- | - | - | - | - | - | - | - |
| 385  | 386  | - | - | - | - | - | - | - |

### Enseignement
Pour l'année scolaire 2017-2018, l'école compte 15 élèves. Pour les vacances scolaires, l'établissement est situé en zone B, dans l'académie d'Amiens.
L'enseignement local est organisé autour du regroupement pédagogique intercommunal Biaches - Flaucourt - Barleux.

## Culture locale et patrimoine

### Lieux et monuments
- Église Saint-Médard.
- Abbaye Notre-Dame de Biaches (disparue)
- Château de Biaches, construit dans la seconde moitié du XVIIIe siècle et disparu.
- Nécropole nationale de Biaches.

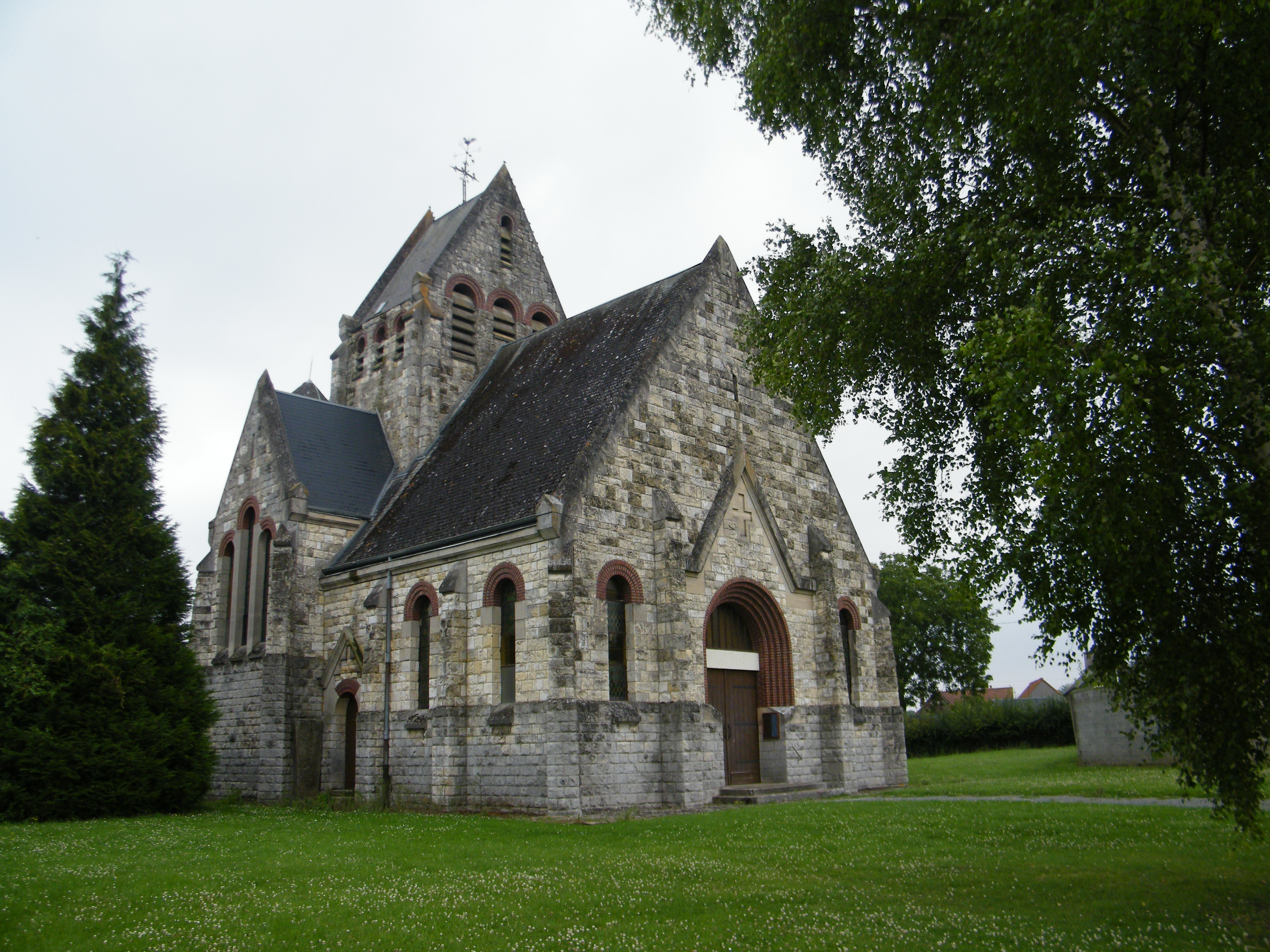
Saint-Médard.
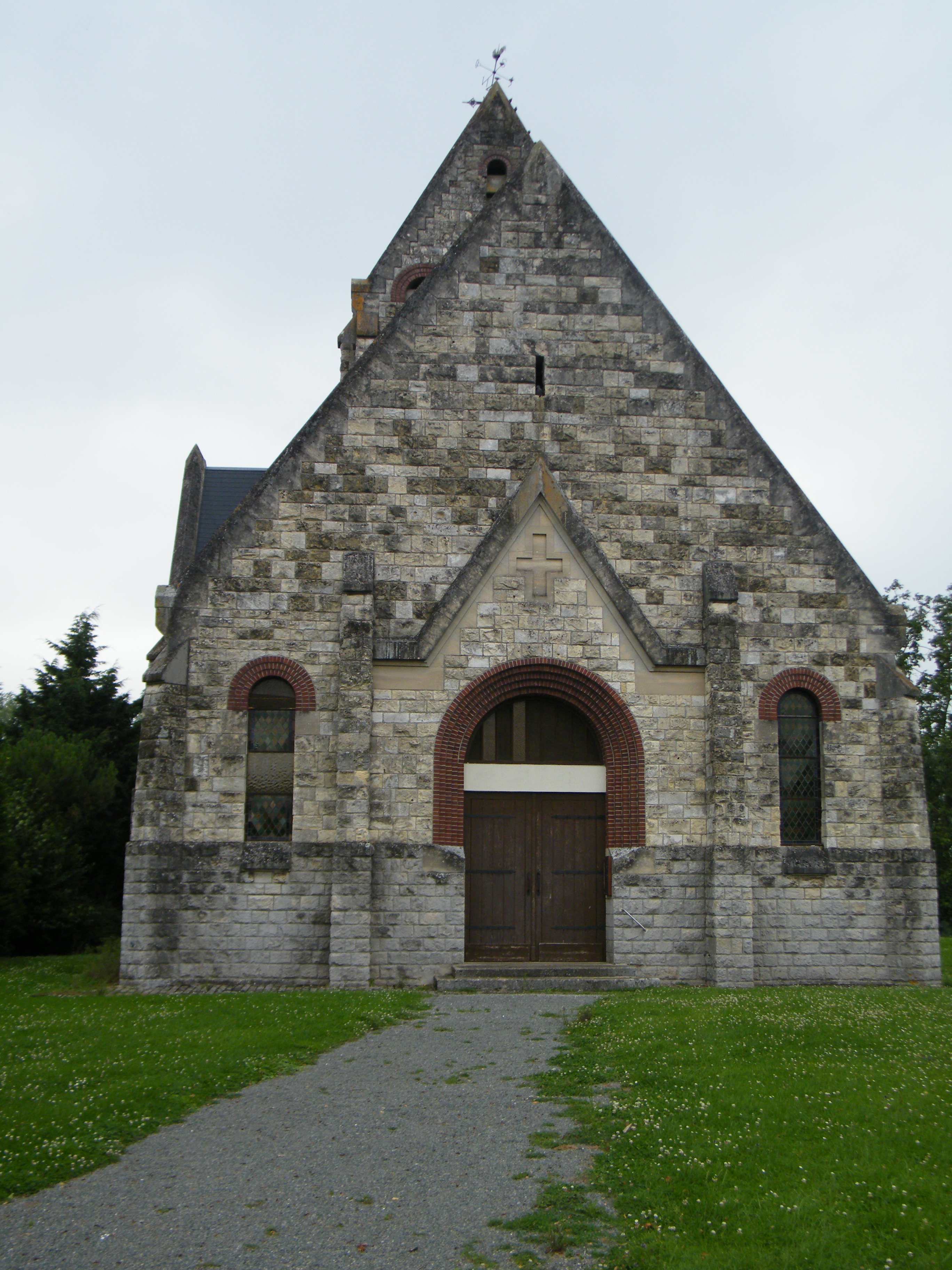
Autre vue de l'église.
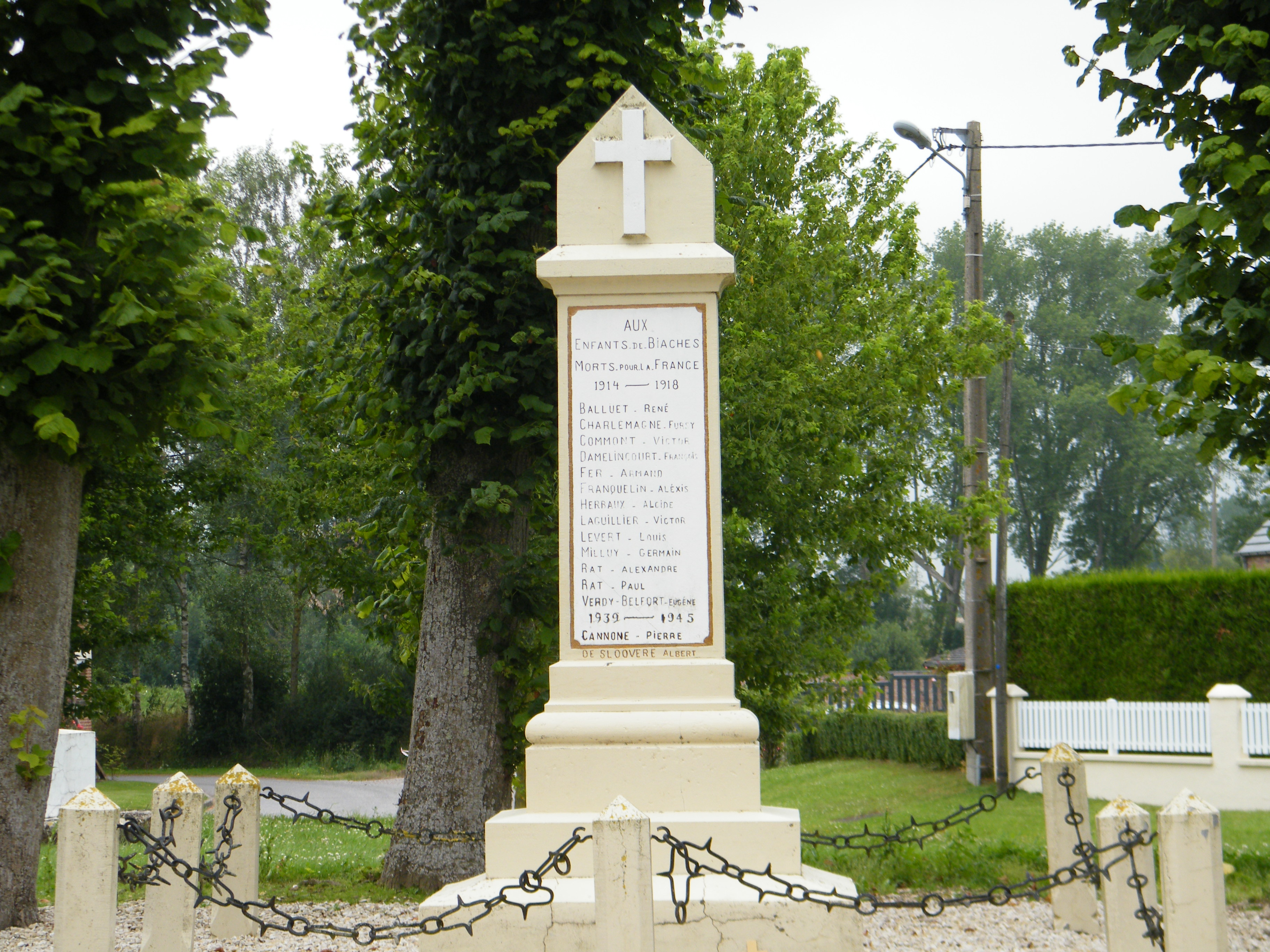
Monument aux morts pour la France.

### Personnalités liées à la commune
- Julie Louise Bibault de Misery, première femme de chambre de la Reine, morte à Biaches en 1804.
- François Flameng, peintre officiel des armées, a fait de nombreux croquis et dessins de Biaches pendant la Grande Guerre de 1914-1918, parution dans la revue L'Illustration.

### Héraldique
| Blason de Biaches | Blason  | D'or à la molette d'azur; au chef de sinople plain. |
| Blason de Biaches | Détails | Le statut officiel du blason reste à déterminer.    |

## Pour approfondir